# 2016년 하계 올림픽 탄자니아 선수단
2016년 하계 올림픽 탄자니아 선수단은 2016년 8월 5일부터 8월 21일까지 브라질 리우데자네이루에서 열린 2016년 하계 올림픽에 참가한 올림픽 탄자니아 선수단이다.

## 메달 집계
| 종목 | 1 | 2 | 3 | 합계 |
| 종목 | ' | ' | ' | '    |
| 종목 | ' | ' | ' | '    |
| 종목 | ' | ' | ' | '    |
| 합계 | ' | ' | ' | '    |

## 같이 보기
- 2016년 하계 올림픽